# Нахф
Нахф (также На́хеф, ивр. נחף‎, араб. نحف‎) — местный совет и крупная арабская деревня в Израиле, расположенная на автостраде № 85 (Акко — Цфат), напротив Кармиэля.
Деревня находится в долине Бейт-Керем, относящейся к долине реки Иордан, на границе Верхней и Нижней Галилеи.
По данным на 2017 год рейтинг деревни составляет 2 из 10 по шкале социально-экономического индекса.

## Население
По данным Центрального статистического бюро Израиля, население на начало 2020 года составляло 13 113 человек.

## История
В окрестностях деревни были проведены спасательные археологические раскопки и найдены следы присутствия человека в раннем бронзовом, железном веке, следы персидского, эллинистического, византийского, римского, османского периодов.
С XIII века до н. э. поселение входило в состав Ханаана.
Во времена крестоносцев в деревне проживало 15 тыс. человек. Крестоносцы оставили после себя множество построек, в том числе византийские бани. Ценные мозаичные полы были переданы в музей Израиля.
Нынешняя деревня была основана в XV веке н. э..
В 1961 году у деревни были отчуждены сельскохозяйственные земли для строительства города Кармиэль.
Статус муниципалитета был получен в 1968 году.

## Образование
В деревне есть технологическая школа Наамат-Эзори.